# Marc Ronvaux
Marc Ronvaux (né à Liège, le 16 avril 1958) est un écrivain belge d'expression française.
Juriste spécialisé en économie, finances et histoire du droit, docteur en sciences juridiques, docteur en histoire, histoire de l'art et archéologie, enseignant et magistrat consulaire, Marc Ronvaux est l'auteur de nombreux ouvrages, romans, nouvelles, essais, de même que d'articles scientifiques ou de vulgarisation historique. 
Son œuvre est généralement marquée par un attachement à l'histoire de la région de Namur. 

## Œuvres
- Petite histoire de la musique à Namur, Edico, 1989
- (sous pseudonyme) Le Courrier du chœur (essai), Éditions À Cœur Joie, 2001
- Les Trois Rois (roman), Editions Lux, 2002
- Warfignasse, contes malicieux d’un village de chez nous, Edico, 2003
- Le Calendrier namurois, Edico, 2004
- Namur, passés composés, Edico, 2005
- Ciel, mon Namur !, Editions Martagon, 2006
- Jean-Baptiste Gramaye, Le Pays de Namur 1607, Editions Martagon, 2006
- D’or et de Sable (roman), Editions Jourdan, 2007
- Namur à la carte, Editions Martagon, 2008
- Les héritiers du Lion (roman), Editions Martagon, 2010
- Namur tire son plan, Editions Martagon, 2010
- Le tribut de Dieu (roman), Editions Martagon, 2011
- Contes de Namur (nouvelles), Editions Martagon, 2013
- Français, Wallons, Manuel de survie (essai), Editions Martagon, 2013
- Une Histoire du Namurois (tome 1, Des origines au Moyen Âge), Editions Martagon, 2014
- Une Histoire du Namurois (tome 2, Les Temps Modernes), Editions Martagon, 2015
- Une Histoire du Namurois (tome 3, L'Epoque contemporaine), Editions Martagon, 2016
- L'ancien droit privé namurois et sa pratique au XVIIIe siècle, 2 vol., Société archéologique de Namur, 2020 (Prix quinquennal 2018-2022 de l'Académie royale de Belgique pour l'Histoire du droit ou des institutions)
- Une Histoire du Namurois (réédition en un volume grand format), Editions Martagon, 2020
- (sous pseudonyme) Bidoche et vieilles caboches (roman), Editions Martagon, 2023